# Premier League 2020 (calcio Bangladesh)
La Premier League bengalese 2020 è stata la diciottesima edizione del campionato di calcio del Bangladesh, la nona come Premier League bengalese. 
Il torneo è stato sospeso a marzo 2020 e dichiarato concluso definitivamente il 17 maggio dello stesso anno a causa della pandemia di COVID-19. Promozioni e retrocessioni non sono state decretate e il titolo non è stato assegnato.

## Stagione

### Novità
I campioni in carica per la stagione 2019 sono i Bashudara Kings, mentre le due neopromosse dalla serie cadetta bengalese sono il Bangladesh Police e l'Uttar Baridhara.

### Formula
Girone unico, con match di andata e ritorno. La vincitrice si qualifica alla Champions League asiatica, le ultime due classificate retrocedono in Bangladesh Football League.

### Avvenimenti
Il campionato, cominciato il 13 febbraio 2020, è stato dapprima sospeso il 15 marzo a causa della pandemia di COVID-19 e del suo propagarsi in Bangladesh, e infine dichiarato definitivamente concluso il 17 maggio. Fino a quel momento si erano completate solamente 6 giornate. Lo scudetto non è stato assegnato, idem per promozioni e retrocessioni, che per quest'annata sono state bloccate.

## Classifica finale
|  | Pos. | Squadra               | Pt | G | V | N | P | GF | GS | DR |
|  | ---- | --------------------- | -- | - | - | - | - | -- | -- | -- |
|  | 1.   | Abahani Limited Dacca | 13 | 6 | 4 | 1 | 1 | 12 | 4  | +8 |
|  | 2.   | Abahani Chittahong    | 13 | 6 | 4 | 1 | 1 | 13 | 7  | +6 |
|  | 3.   | Seikh Jamal           | 12 | 5 | 4 | 0 | 1 | 10 | 5  | +5 |
|  | 4.   | Mohammedan Dacca      | 12 | 6 | 4 | 0 | 2 | 8  | 7  | +1 |
|  | 5.   | SC Saif               | 11 | 6 | 3 | 2 | 1 | 8  | 5  | +3 |
|  | 6.   | Bashudara Kings       | 10 | 6 | 3 | 1 | 2 | 10 | 9  | +1 |
|  | 7.   | Rahmatganj            | 7  | 6 | 2 | 1 | 3 | 6  | 5  | +1 |
|  | 8.   | Arambagh              | 5  | 5 | 1 | 2 | 2 | 6  | 9  | -3 |
|  | 9.   | Bangladesh Police     | 5  | 5 | 1 | 2 | 2 | 4  | 7  | -3 |
|  | 10.  | Seikh Russell         | 5  | 6 | 1 | 2 | 3 | 4  | 7  | -3 |
|  | 11.  | Brothers Union        | 4  | 5 | 0 | 4 | 1 | 6  | 7  | -1 |
|  | 12.  | Uttar Baridhara       | 1  | 5 | 0 | 1 | 4 | 4  | 11 | -7 |
|  | 13.  | Muktijoddha           | 1  | 5 | 0 | 1 | 4 | 4  | 12 | -8 |

Regolamento:
Tre punti a vittoria, uno a pareggio, zero a sconfitta.
In caso di arrivo di due o più squadre a pari punti, la graduatoria verrà stilata secondo la classifica avulsa tra le squadre interessate che prevede, in ordine, i seguenti criteri:
- Punti negli scontri diretti.
- Differenza reti negli scontri diretti.
- Differenza reti generale.
- Reti realizzate in generale.
- Sorteggio.

Note:
Il campionato è stato sospeso definitivamente.